# Conférence générale de l'épiscopat latino-américain et caribéen
Une conférence générale de l’épiscopat latino-américain et caribéen est une réunion extraordinaire des ordinaires de l’Église catholique de l’Amérique latine et des Caraïbes. Il s’en est tenu cinq, entre 1955 et 2007. La première de ces conférences a débouché sur la création du Conseil épiscopal latino-américain (CELAM), et les suivantes ont été organisées par ce dernier.

## Liste des conférences
Les cinq conférences générales ayant eu lieu pour le moment sont :
la conférence de Rio de Janeiro ;
La Première Conférence générale de l’épiscopat latino-américain et caribéen se tient à Rio de Janeiro au Brésil en juillet-août 1955, à la demande du pape Pie XII. Elle traite des problèmes sociaux du continent, du manque de prêtres, et débouche essentiellement sur la création du Conseil épiscopal latino-américain (CELAM), approuvé par le pape.
la conférence de Medellín ;
La deuxième conférence générale organisée par le CELAM a lieu à Medellín en Colombie en 1968. Elle a pour objectif de voir comment appliquer les réformes du concile Vatican II, achevé en 1965. Les évêques se prononcent en faveur de la « libération » des peuples opprimés, ce qui donnera naissance au courant de la théologie de la libération.
la conférence de Puebla ;
La Troisième Conférence générale de l’épiscopat latino-américain et caribéen se tient à Puebla au Mexique en 1979. Le pape Jean-Paul II y fait un passage. Les thématiques abordées tournent notamment autour des droits de l’Homme. Y sont évoqués les problèmes politiques du continent, le rôle de l’Église et l’importance de l’évangélisation.
la conférence de Saint-Domingue ;
La Quatrième Conférence Générale de l’épiscopat latino-américain et caribéen a lieu à Saint-Domingue en République dominicaine en 1992. Elle montre une fracture entre les représentants des conférences épiscopales, préoccupés par des problèmes pastoraux, et la Curie romaine, plus intéressée par les manières de renforcer la doctrine catholique.
la conférence d’Aparecida ;
La cinquième conférence est réunie par Benoît XVI à Aparecida au Brésil en 2007. La réflexion est centrée sur la figure du missionnaire. Un regard critique y est apporté sur la mondialisation, au regard de ce qu’elle apporte de pauvreté, d’inégalités, et de destruction de la planète. Le cardinal argentin Jorge Bergoglio, futur pape François, y joue un rôle.
l’Assemblée spéciale pour l’Amazonie du Synode des évêques, tenue à Rome en 2019, n’étant pas considéré comme l’une de ces conférences.